# Short Bull

Short Bull im Frühjahr 1891

Short Bull (Kurzer Bisonstier), indianischer Name Tatanka Ptechela, (* um 1845 am Niobrara River in Nebraska; † um 1915 in der Pine Ridge Reservation in South Dakota) war ein Medizinmann der Brulé-(Oglala)-Lakota-Sioux, der in der Geistertanzbewegung von 1890 einer der bedeutendsten Anführer gewesen ist. Über diesen letzten Freiheitskampf seines Volkes, blutig beendet im Dezember 1890 bei Wounded Knee, hat er mündlich mehrere Berichte abgegeben, die von verschiedenen (weißen) Personen aufgeschrieben und in Büchern und Zeitschriften veröffentlicht worden sind. Dazu wurden von ihm zahlreiche Bilder geschaffen, in denen er sich mit seinem Leben und seiner Welterfahrung auseinandergesetzt hat; auch eine Reihe von Liedern (Songs) sind von ihm überliefert. — Short Bull, schöpferisch und visionär hoch veranlagt, hat der Welt etwas vermittelt, das von einer hohen Kunst gewesen ist.

## Krieger und Visionär

Ein Bild von Short Bull, auf dem er eine Auseinandersetzung zwischen sich und drei Pawnee-Indianern dargestellt hat

In einem Gebiet irgendwo am Niobrara River soll Short Bull geboren worden sein. Er kämpfte als junger Krieger gegen die Pawnee und Crow, die traditionellen Feinde der Sioux, und nahm an den Kriegen der Prärieindianer gegen das Vordringen der US-Amerikaner in den 1860er und 1870er Jahren teil. In der Schlacht am Little Bighorn im Juni 1876 soll er unter den Kriegern der Hunkpapa des Häuptlings Gall gewesen sein, die den Angriff der Soldaten von Major Reno abwehrten und sie in die Flucht schlugen. Dieser Erfolg hat nicht unwesentlich mit über den Sieg entschieden, denn danach wurden starke indianische Kräfte frei, die sich gegen Custer wenden konnten und so ist es durchaus möglich, dass Short Bull auch an diesem Kampf teilgenommen hat. Nach Little Bighorn wurden die Stämme der Sioux innerhalb weniger Monate gezwungen, in Reservaten zu leben.
Short Bull lebte von 1877 bis etwa 1889 in der Great Sioux Reservation. Als dort der Sonnentanz verboten wurde, verließ er 1879 mit einer Gruppe seiner Anhänger das Reservat, um sich Sitting Bull in Kanada anzuschließen, wurde aber kurz vor der kanadischen Grenze abgefangen und in die Reservation zurückgebracht. Von den nächsten Jahren seines Lebens bis 1889 ist nur bekannt, dass er gelegentlich Waren von Valentine zur Rosebud Agentur transportiert hat. 1889 wurden Restbestände des Sioux-Reservats in sieben Reservate zerstückelt und Short Bull zog zu den Oglala in der Pine Ridge Reservation in South Dakota. 
In den 1880er Jahren hatten sich die Lebensbedingungen in den Reservationen der Lakota immer mehr verschlechtert. Hauptursachen hierfür waren das drastische Kürzen der zugesagten Rindfleischrationen und einige Dürrejahre in South Dakota, in denen kaum etwas geerntet werden konnte und die Indianer oft Hunger litten. Dazu kamen Krankheiten wie Grippe und Keuchhusten, an denen viele unterernährte Kinder starben. Durch dies alles bekamen die Lakota das Gefühl, dass sie systematisch ausgerottet werden sollten. Im Jahre 1889 schien sich für sie ein Ausweg aus dieser misslichen Lage anzukündigen, als sie etwas von einem Messias bei den Paiute im fernen Westen hörten, der die Rückkehr der alten Zeiten prophezeite. Zunächst schickten die Lakota, um sich zu erkundigen, eine Gruppe zu den Shoshone in Wyoming. Danach wurde dann bald eine weitere Gruppe direkt zu dem Propheten Wovoka geschickt, der am Walker Lake in Nevada lebte. Zu dieser Delegation gehörten Short Bull, sein Freund und Schwager Kicking Bear (Ausschlagender Bär) und noch etwa sieben weitere Personen. Von Wovoka erfuhren sie, dass seine Prophezeiung sich im nächsten Jahr schon erfüllen würde, wenn sie im Abstand von sechs Wochen vier Nächte lang in einer bestimmten Art tanzen und am Anfang des fünften Tages baden würden. Dieser als Geistertanz bekannte Krisenkult war eine friedliche Bewegung, die sich bald unter den Lakota und auch vielen anderen Indianerstämmen fulminant ausbreitete.
Etwa ab April 1890 wurden dann unter der Leitung von Short Bull, Kicking Bear und anderen überall in den Reservationen der Lakota regelmäßig Geistertänze durchgeführt. Ihrer Natur wohl mehr entsprechend, erhielt der Tanz bei ihnen bald eine kriegerische Form, die so nicht auf Wovoka zurückging. Neu dabei war auch das Tragen von Geistertanzhemden, deren leichter Stoff mit Bildnissen und Symbolen versehen war und die dadurch kugelfest sein sollten.

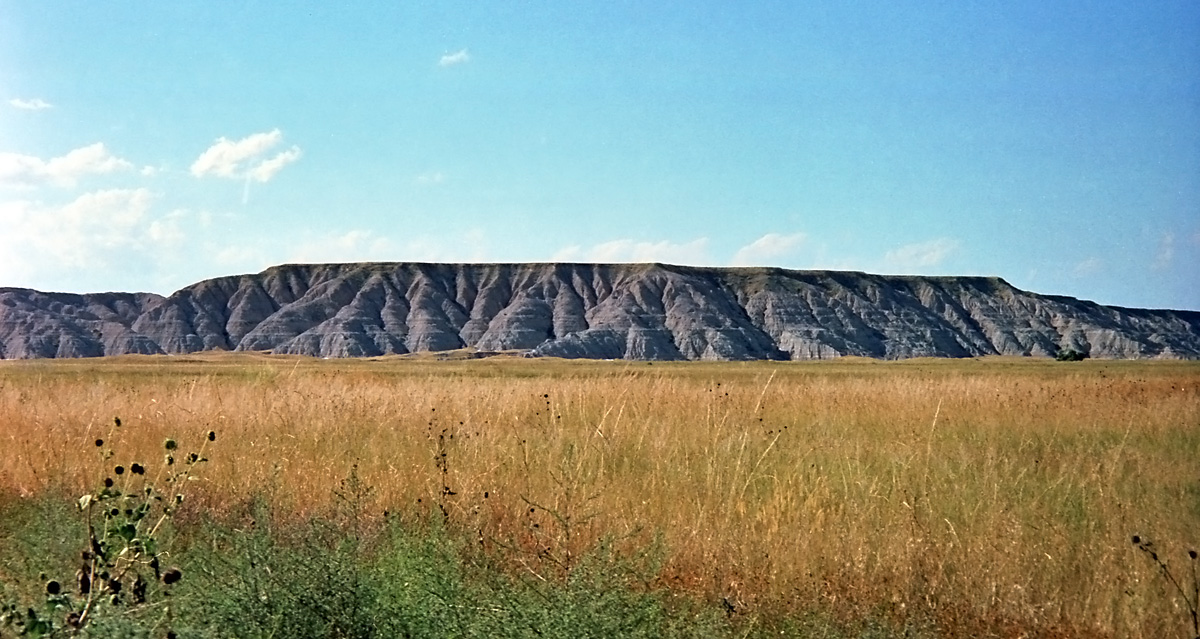
Tafelland (Cuny Table) in South Dakota am Rande der Badlands, in die Short Bull 1890 mit seinen Anhängern floh

Als der Geistertanz immer mehr um sich griff, wurde er von den Regierungsvertretern verboten. Aber die meisten Lakota ignorierten das Verbot und so forderten die Agenten in den Reservationen schließlich Militär an. Als das bekannt wurde, flohen viele Anführer mit ihren Gruppen in abgelegene Gebiete, darunter auch Short Bull, der mit seiner Gruppe von Geistertänzern in die Badlands ging, wo auch Kicking Bear zu ihm stieß.
Am 15. Dezember 1890 wurde Sitting Bull, der mit der Geistertanzbewegung direkt überhaupt nichts zu tun hatte, aber als einer ihrer Rädelsführer galt, in der Standing Rock Reservation erschossen. Zwei Wochen später fand das Massaker bei Wounded Knee statt, womit die «gefährliche» Erscheinung des indianischen Geistertanzes offiziell als beseitigt galt. Am 16. Januar 1891 verließen Short Bull und Kicking Bear mit ihren Leuten, die über 3000 Köpfe gezählt haben sollen, die Badlands und ergaben sich dem General Nelson A. Miles (1839–1925). Zusammen mit anderen Anführern wurden sie in Fort Sheridan bei Chicago in Illinois inhaftiert und zu einer Haftstrafe verurteilt. Nachdem Buffalo Bill alias William Frederick Cody sich eingeschaltet hatte, wurde ihnen Haftverschonung angeboten, wenn sie sich dessen Wild West Show einige Jahre lang anschließen würden. Sie und noch einige andere Lakota willigten ein und so nahm ihr bisheriges Leben eine beträchtliche Wendung.

## Erzähler und Künstler

Short Bull (rechts) zusammen mit Kicking Bear im Jahre 1891

Im April 1891 verließ die Wild West Show Amerika von Philadelphia aus mit dem Dampfschiff Switzerland der Red Star Line, um in Europa in verschiedenen Ländern zu gastieren. So lernte denn Short Bull im Laufe der Zeit Städte u. a. in Holland, Belgien, England und Deutschland kennen. In der Show wird er wahrscheinlich mit den anderen Lakota Geistertänze aufgeführt haben. 
Schon im September 1891 gab Short Bull einen ersten und sehr detaillierten Bericht über die Geistertanzbewegung ab, den George C. Crager, angestellt bei Cody als Dolmetscher für die Indianer und dazu Journalist, auf 20 Seiten niederschrieb und mit As Narrated by Short Bull (Wie Short Bull berichtete) betitelte. Dieser Bericht ist auch sofort veröffentlicht worden und Fachleute (wie zum Beispiel der Anthropologe James Mooney [1861–1921] für sein 1896 veröffentlichtes Buch über den Geistertanz) haben schon bald daraus geschöpft. Dazu hat Short Bull während der Reise viele Bilder geschaffen, von denen einige ebenfalls veröffentlicht wurden und viele andere das Museum für Völkerkunde in Leipzig erwarb.
Die meisten Bilder von Short Bull soll die amerikanische Ethnographin und Musikethnologin Natalie Curtis (1875–1921) gesammelt haben. Dazu hat sie in ihrem 1907 veröffentlichten Indianerbuch (Indians’ Book) zusammen mit einigen Liedern einen Bericht (Narrativ) von Short Bull abgedruckt. In einem Kommentar des Buches schildert sie Short Bull als einen ernsthaften Mann, dem die edle Trauer seiner Rasse im Gesicht eingegraben sei: The noble sorrow of his race is graven on his face. (Natalie Curtis, ursprünglich Konzertpianistin, hat an die 200 Lieder verschiedener Indianerstämme in Noten gesetzt und veröffentlicht.)

Short Bull fotografiert von Frederick Weygold 1909 als Geistertänzer: Er trägt ein Geistertanzhemd und hält in der rechten Hand einen Fächer aus Adlerfedern. Die Feder am linken Arm, gehalten von einem Streifen aus Fuchsfell, zeigt seine Funktion beim Geistertanz an

Im Sommer 1909 besuchte der Ethnograf und Maler Frederick Weygold (1870–1941) im Auftrag des Völkerkundemuseums Hamburg die Pine Ridge Reservation der Oglala, um dort von Land und Leuten Fotoaufnahmen zu machen. So fotografierte er auch Short Bull, der auf dieser Aufnahme als Geistertänzer posiert mit einer großen Federhaube, einem mit Ringen bemalten Geistertanzhemd und einigen anderen Geistertanz-Utensilien. Das Bild, das auch in einer technisch stark aufbereiteten Form als Titelbild für das Buch Hostiles?: The Lakota Ghost Dance of 1890 (2006) Verwendung fand, bestätigt Natalie Curtis’ Eindruck von Short Bull. Dazu fotografierte Frederick Weygold Medicine Hill (Medizin Hügel), eine Erhebung am Rande der Badlands, die ihren Namen dadurch bekommen hat, dass Short Bull, um Visionen zu erreichen, auf ihrem Gipfelpunkt einmal drei Tage und drei Nächte verbrachte. Während dieser Begegnung erzählte Short Bull auch viel von der Geistertanzbewegung, worüber sich Frederick Weygold umfangreiche Notizen machte, in denen er beiläufig vermerkte, dass die Geistertanzbewegung bei den Oglala keineswegs ganz tot war und, fast zwei Jahrzehnte nach ihrer angeblichen Beseitigung, noch immer aktive Anhänger in Pine Ridge hatte. So fotografierte Weygold kleine Kinder in Geistertanzhemden, die sie zur Abwehr von Krankheiten trugen und er erwarb für das Museum in Hamburg von Short Bull ein Geistertanzzelt, das lange (bis 1909?) als Versammlungsort für die Geistertänzer gedient hatte.
Einen letzten größeren Bericht über die Geistertanzbewegung hat Short Bull 1915 abgegeben. In diesem Jahr soll er, wie oft angegeben wird, auch gestorben sein. Dieses Sterbejahr ist allerdings nicht belegt.

## Trivia

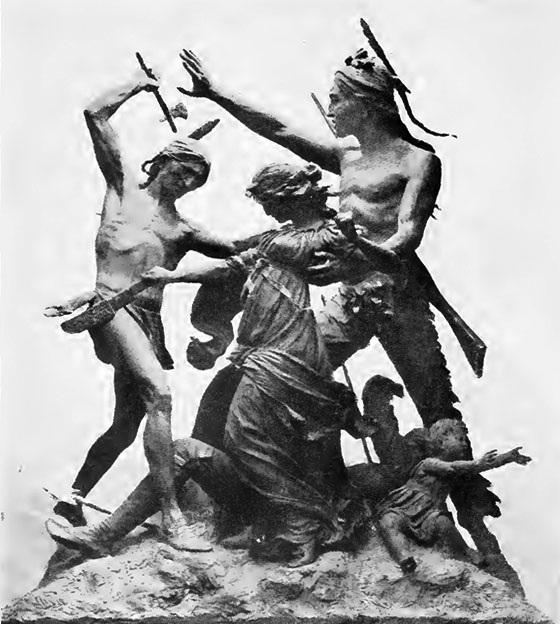
Detail vom Fort Dearborn Massacre Monument. Die linke Figur ist Short Bull, die rechte Kicking Bear

- Im Jahre 1893 soll Short Bull als Schauspieler und Berater in einem Wildwestfilm (Wounded Knee Massaker?) von Buffalo Bill mitgewirkt haben.
- Für das Fort Dearborn Massacre Monument in Chikago (1893/94) verwendete der dänisch-amerikanische Bildhauer Carl Rohl-Smith (1848–1900) Short Bull und Kicking Bear als Modelle in einer Figurengruppe, die ein dramatisches Ereignis während einer Auseinandersetzung (Battle of Fort Dearbon) zwischen US-Truppen und Potawatomi im Jahre 1812 darstellte.
- Für Filmaufnahmen des Erfinders Thomas Alva Edison (1847–1931) wurde Short Bull 1894 zusammen mit der Kunstschützin Annie Oakley (1860–1926) als Darsteller verpflichtet.
- Der amerikanische Bildhauer, Graphiker und Schriftsteller Leonard Baskin (1922–2000) hat um 1973 ein Porträt (farbige Lithographie) von Short Bull geschaffen.